# Ferda Ataman

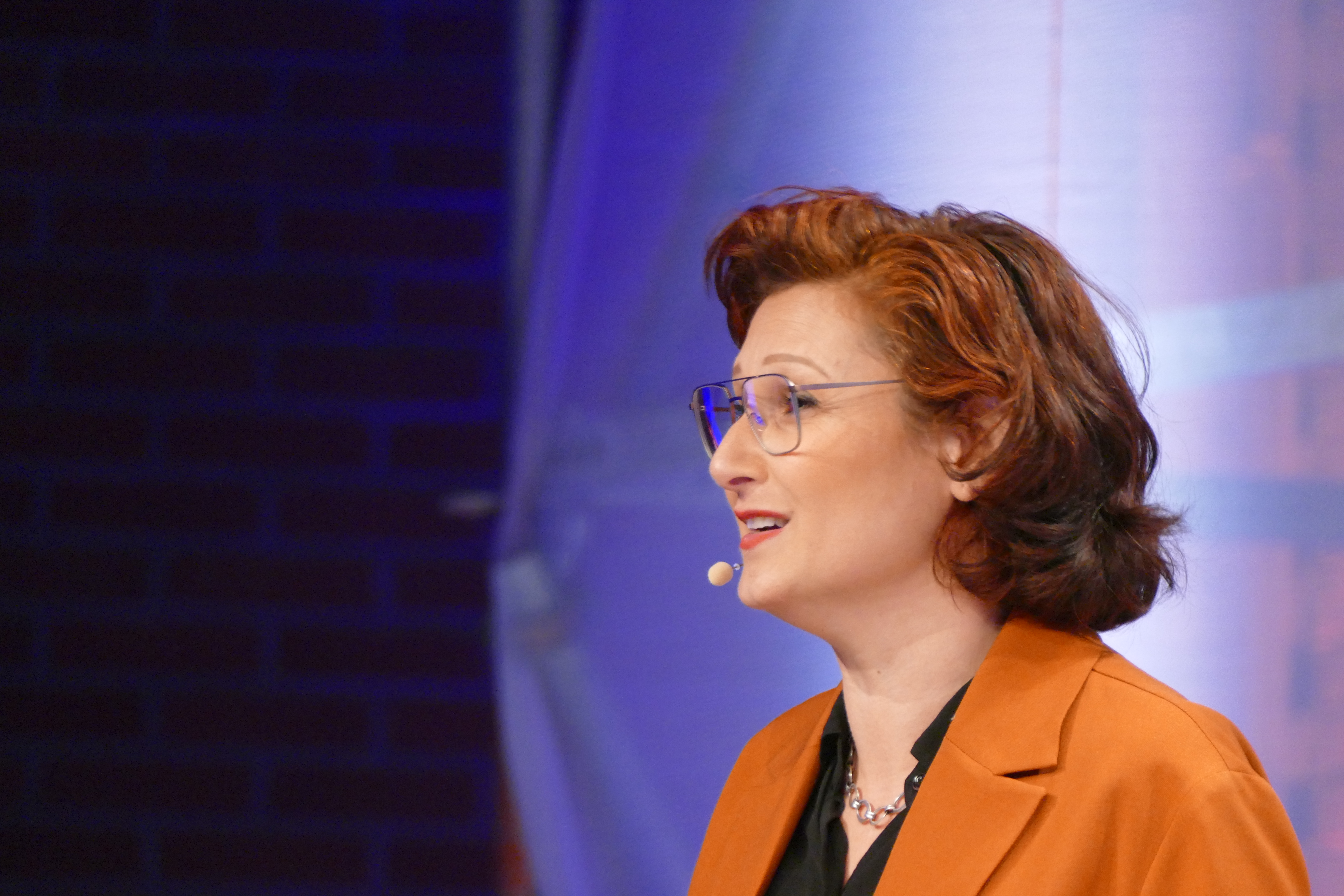
Ferda Ataman auf der Re:publica 2024

Ferda Ataman (* 4. November 1979 in Stuttgart) ist eine deutsche Journalistin, Diversity-Beraterin, Kolumnistin und Autorin. Seit dem 12. Juli 2022 ist sie unabhängige Bundesbeauftragte für Antidiskriminierung. Sie wurde am 7. Juli 2022 auf Vorschlag der Bundesregierung durch den Deutschen Bundestag gewählt.

## Herkunft, Ausbildung und Beruf
Ferda Ataman wurde 1979 in Stuttgart geboren und wuchs in Nürnberg auf. Ihre Eltern waren aus der Türkei eingewandert.
Ataman studierte Politikwissenschaft mit dem Schwerpunkt „Moderner Vorderer Orient“ an der Friedrich-Alexander-Universität Erlangen-Nürnberg und dem Otto-Suhr-Institut der Freien Universität Berlin und schloss das Studium 2005 mit dem Diplom ab. Nach dem Studium arbeitete sie als Redenschreiberin für den damaligen nordrhein-westfälischen Integrationsminister Armin Laschet, bevor sie 2007 eine Ausbildung an der Berliner Journalisten-Schule begann und danach als Journalistin für Spiegel Online und den Tagesspiegel tätig war. Von 2010 bis 2012 leitete sie das Referat Öffentlichkeitsarbeit und Kommunikation der Antidiskriminierungsstelle des Bundes und von 2012 bis 2016 den Mediendienst Integration, einen Informationsdienst für Journalisten des Rats für Migration.
Von April 2018 bis Februar 2020 schrieb Ataman für Spiegel Online die Kolumne Heimatkunde. Im Frühjahr 2019 löste sie mit dem Twitter-Hashtag #vonhier und ihrem Buch Ich bin von hier. Hört auf zu fragen! eine Debatte über Zugehörigkeit aus. Seit Juni 2021 verfasst sie eine wöchentliche Kolumne für die Kolumnenreihe Wissen – Denken – Meinen von Radio Eins, einem Radiosender des RBB.
Im Mai 2022 startete Ataman zusammen mit Konstantina Vassiliou-Enz das Beratungsunternehmen „Diversity Kartell“, das auf Diversität in Medien, Verlagen und in der Kommunikationsbranche spezialisiert ist.
Ataman lebt in Berlin.

## Ämter und Mitgliedschaften
Ataman gehörte 2008 zu den Gründungsmitgliedern des Vereins Neue deutsche Medienmacher*innen. 2016 wurde sie dessen zweite Vorsitzende und 2018 dessen Vorsitzende. Von 2017 bis 2021 war sie Sprecherin des Vereins Neue Deutsche Organisationen.

### Bundesbeauftragte für Antidiskriminierung
Seit 2020 ist Ataman stellvertretendes Mitglied des Beirats der Antidiskriminierungsstelle des Bundes und Vorsitzende des Beirats des Bildungsprojekts weitklick der Freiwilligen Selbstkontrolle Multimedia-Diensteanbieter.
Ataman gehört seit 2020 der Mitgliederversammlung der Heinrich-Böll-Stiftung an, dem obersten Beschlussfassungsorgan der Stiftung. Die Fraktion von Bündnis 90/Die Grünen im Abgeordnetenhaus von Berlin nominierte sie 2022 für die 17. Bundesversammlung.
Am 15. Juni 2022 wurde sie mit Beschluss des Bundeskabinetts für die Position der Leiterin der Antidiskriminierungsstelle des Bundes dem Bundestag vorgeschlagen. Nach heftiger Kritik an der „Personalie“ und dem Ablauf des Vorschlagsverfahrens wurde die Wahl auf Betreiben der FDP-Bundestagsfraktion vom 23. Juni auf Anfang Juli 2022 verschoben. Am 7. Juli 2022 wurde sie im Deutschen Bundestag zur Unabhängigen Bundesbeauftragten für Antidiskriminierung gewählt.
In ihrem ersten Statement kündigte Ferda Ataman an, die im Koalitionsvertrag angekündigten Verbesserungen zum rechtlichen Schutz vor Diskriminierungen zeitnah umzusetzen: „Als Antidiskriminierungsbeauftragte werde ich mich für alle Menschen einsetzen, die Benachteiligungen erleben – sei es wegen ihres Alters, wegen einer Behinderung, der Herkunft, des Geschlechts, der sexuellen Identität, der Religion oder Weltanschauung“. Ataman betonte die Wichtigkeit zur Reform und des Ausbaus des Allgemeinen Gleichbehandlungsgesetzes und den Zugang zu umfassenden, flächendeckenden und zivilgesellschaftlichen Beratungsangeboten gegen Diskriminierungen. In einem Interview mit dem Deutschlandfunk sprach sie zu ihren Plänen zur Reform des Allgemeinen Gleichbehandlungsgesetzes, das in Deutschland im Jahr 2022 eines der schwächsten in Europa ist: „Die meisten Einrichtungen, Institutionen denken Frauen mit. Das ist etwas, was in den letzten Jahren und Jahrzehnten geschafft wurde. Aber den nächsten Schritt zu gehen und zu sagen, okay, wir fragen auch Menschen mit Migrationshintergrund, wir fragen auch Menschen mit Behinderung und so weiter, das passiert tatsächlich viel zu selten.“
Ataman setzt sich seit 2023 für eine Grundgesetzänderung gegen Altersdiskriminierung ein. Artikel 3 des Grundgesetzes schützt bislang zwar vor Diskriminierung nach u. a. Herkunft, Geschlecht oder Religion, aber nicht aufgrund des Alters. Daher solle der Begriff „Lebensalter“ in die Liste der verbotenen Diskriminierungsmerkmale aufgenommen werden. Diese Forderung erweiterte sie im Jahr 2024 um Diskriminierung wegen der sexuellen oder geschlechtlichen Identität.

## Politische Positionen und journalistisches Wirken
Ferda Atamans politische Schwerpunkte sind Migration, Einwanderung und Integration und damit verbundene Themenfelder wie Ehrenmorde, Zwangsehen, Clan-Kriminalität und der politische Islam. In zahlreichen journalistischen Beiträgen des Spiegel-Magazins hat sie beispielsweise zu Schwulenfeindlichkeit im Islam und Antisemitismus unter Muslimen geschrieben.
Über den Ehrenmord im Jahr 2005 an Hatun Sürücü, die von ihren Brüdern ermordet wurde, berichtete und dokumentierte Ataman den Prozessverlauf.
In einem Interview mit dem Bayerischen Rundfunk im Jahr 2017 sagte Ataman, dass sie sich nicht als Migrantin oder Ausländerin sehe, sondern schlicht als Deutsche: „Auch eine Frau, die Ferda Ataman heißt, ist Deutsche und man muss nicht fragen: Wo kommst du her?“ In diesem Zusammenhang sieht sie die Medien in der Verantwortung, Menschen mit unterschiedlicher Hautfarbe oder nicht typisch deutschen Namen auch in Themen einzubringen, die nichts mit Migration zu tun haben. Der Verein Neue deutsche Medienmacher*innen hatte sich dieses Problem als ein Hauptziel gesetzt. Sie forderte, dass der Anspruch für Journalisten sein müsse, die Realität abzubilden: „Die Realität sind viele helfende Menschen – Meldungen, die einen glücklich machen. Aber natürlich auch die Kehrseite: nämlich die Probleme, die jetzt zutage treten.“
In ihrem Buch Ich bin von hier. Hört auf zu fragen setzt Ferda Ataman sich mit narrativen Neudeutungen von Migration in einer postmigrantischen Gesellschaft auseinander. Es thematisiert die Geschichte der Migration mit Erzählungen der eigenen deutschen Identität, die stets eingefordert werden muss. Ataman kritisiert in ihrer Streitschrift, dass die Debatten, ob Deutschland ein Einwanderungsland sei, nicht erst mit der Flüchtlingskrise in Deutschland 2015/2016 begannen. Es werde vergessen, dass Deutschland lange vor 2015 Einwanderungsland gewesen sei. Sie fordert ein neues Bild von Heimat, das alle mitnimmt.
In einem Gespräch im Jahr 2020 zum Thema Muslimische Communities & Antisemitismus für das Ernst Ludwig Ehrlich Studienwerk diskutierte Ataman zusammen mit Saba-Nur Cheema, pädagogischer Leiterin der Bildungsstätte Anne Frank, sowie der Fernsehjournalistin Düzen Tekkal über Antisemitismus unter Muslimen.
Der Artikel Migranten, die gegen Migranten hetzen setzt sich mit Rassismus und Antisemitismus von Migranten auseinander. Der Kulturwissenschaftler Simon Strick beschreibt Ferda Atamans Artikel Migranten, die gegen Migranten hetzen in seinem Buch Rechte Gefühle: „Sie ist eine der wenigen, die bislang öffentlich solche Figuren kommentiert haben. In ihrem Artikel bespricht Ataman rechte Akteure, die »offensichtlichen Migrationshintergrund« haben: Attila Hildmann, Achille Demagbo (AfD), Akif Pirinçci und Xavier Naidoo. Ataman schlägt die Denkbilder von »Selbsthass« und »internalisiertem Rassismus« vor, um die Positionen dieser Migranten zu erklären.“

## Kontroversen

### Kritik am „Heimat“-Begriff 2018
Im Jahr 2018 zeigte Ataman in ihrem Text Deutschland, Heimat der Weltoffenheit Gefahren auf, die drohten, wenn man den Heimatbegriff den Rechtsradikalen überließe: „Politiker, die derzeit über Heimat reden, suchen in der Regel eine Antwort auf die grassierende ‚Fremdenangst‘. Doch das ist brandgefährlich. Denn in diesem Kontext kann Heimat nur bedeuten, dass es um Blut und Boden geht: Deutschland als Heimat der Menschen, die zuerst hier waren.“ Ataman schrieb, dass die Reaktion der Politik auf Rassismus und Antisemitismus nicht durch den Satz „Immer mehr Deutsche fühlen sich fremd im eigenen Land“ normalisiert werden dürfe. Der Text befasst sich u. a. damit, warum der Heimatbegriff als Reaktion auf die Fluchtbewegung im Jahr 2015 debattiert wurde, und erwähnt in diesem Zusammenhang die „Blut-und-Boden“-Ideologie. Der Text beinhaltet zwei Passagen, die Horst Seehofer betreffen. In der ersten Passage kritisiert Ataman die Bedeutung eines Heimatministeriums: „...Das Heimatministerium ist vor allem Symbolpolitik für potenzielle rechte Wähler. Der Name suggeriert, dass von nun an eine Bundesbehörde über Leitkultur und Zugehörigkeit befinden kann. Seehofers erste Amtshandlung bestand darin zu sagen: ‚Der Islam gehört nicht zu Deutschland.‘“ In der zweiten Passage beschäftigt Ataman sich mit dem Begriff „Heimat“ und wie die Besetzung des Wortes politisch zu verantworten wäre: „Ich mag den Begriff Heimat. Ich halte ihn für einen wunderbaren Dreh- und Angelpunkt, um zu diskutieren, wo wir in der Gesellschaft stehen. Aber wenn man den Begriff nicht den Rechten überlassen will, sollte man ihn auch nicht in ihrem Kontext verwenden. Was Seehofer also nicht verstanden hat: Wenn er den Begriff „Heimat“ besetzen will, braucht er eine Symbolpolitik für Vielfalt, nicht dagegen. Eine Staatssekretärin mit Migrationshintergrund im Innenministerium – das hätte beispielsweise eine solche Symbolkraft.“
Horst Seehofer sagte daraufhin als erster Bundesinnenminister seine Teilnahme am Integrationsgipfel ab, weil er sich von Ataman in die Nähe des Nationalsozialismus gerückt fühlte. Ataman betonte in einem Interview mit der Süddeutschen Zeitung auf die Frage, ob sie den Ärger des Innenministers verstehen könne: „Kann ich nicht, weil es da keinen ‚Blut und Boden‘-Vergleich gibt, den er persönlich nehmen könnte.“ Der ehemalige ARD-Korrespondent Werner Sonne, der gemeinsam mit Ataman den Mediendienst Integration aufgebaut hatte, kritisierte im Spiegel, es sei zwar „Unfug“, ihr die Absage Seehofers „in die Schuhe zu schieben“, doch habe sie „den Streit mit Angela Merkel immer weiter“ eskaliert und verlange die Abschaffung des Begriffs Migrationshintergrund, weil Menschen mit diesem Hintergrund in Deutschland „doch längst in der Mehrheit“ seien. Diese Behauptung Atamans beziehe „ausdrücklich die vielen Millionen Vertriebenen und Flüchtlinge“ ein, „die als Folge des Zweiten Weltkriegs ihre alte Heimat verlassen mussten“. Dies sei ein „absurder Versuch, diese Menschen mit Zuwanderern gleichzusetzen, die unbestreitbar aus anderen Kulturkreisen nach Deutschland gekommen sind“, und sei „Wasser auf die Mühlen derjenigen, die dieses Land spalten wollen“.

### Kampagne gegen ihre Berufung 2022
Im Juni 2022 wurde Ataman von Kanzler Scholz und allen Ministern seines Kabinetts zur ADS-Beauftragten ausgewählt. Die Bestätigung durch das Parlament wäre in solchen Fällen eine Formalie gewesen. Diesmal wurde aber eine Kampagne durch Julian Reichelt (Ex-Leiter des Boulevardblattes BILD) gegen ihre Berufung gestartet, der sich prominente Personen aus CDU, BILD-Zeitung, AfD und FDP anschlossen. Ataman wurde von Reichelt als „muslimische Rassistin“ dargestellt und es wurde ihr vorgeworfen ein Beispiel für eine deutschlandhassende Identitätspolitik zu sein. Dazu wurde hauptsächlich eine ihrer Spiegelkolumnen aus 2020 herangezogen. Darin hatte sie dem in der äußeren Rechten und in konservativen Kreisen abwertend verwendeten Begriff Nafri (auch Akronym für Nordafrikanische Intensivtäter) den in der deutschen Jugendszene seit Jahren ironisch verwendeten Begriff Kartoffel für Deutsche ohne Migrationshintergrund, gegenübergestellt. Die Kampagne scheiterte und Atamans Berufung wurde im Juli vom Parlament bestätigt. Stefan Anpalagan von der Frankfurter Rundschau machte viele Falschbehauptungen zu ihrer Person aus und die Kampagne verschaffe den Kritikern mediale Aufmerksamkeit und der Berichterstattung Klicks und Werbeeinnahmen.

### Nominierung als Leiterin der Antidiskriminierungsstelle 2022
Anlässlich des Vorschlags zur Nominierung Atamans zur Leiterin der Antidiskriminierungsstelle des Bundes im Jahr 2022 entstand eine mediale Diskussion über ihre Eignung. Der BR berichtete über eine teils unfaire Berichterstattung und verwies auf die Website des Journalisten Stephan Anpalagan, um einen kritischen Überblick über das, was in deutschen Medien über Ataman geschrieben wurde, zu bekommen. Die Frauenrechtlerin Seyran Ateş warf Ataman vor, mit zweierlei Maß zu messen und für die Debatte zum politischen Islam, zur Clan-Kriminalität oder der Zwangsheirat nicht wirklich offen zu sein.

### Vorgehen gegen die Berichterstattung des NachrichtenportalsNius
Ataman erteilte im Sommer 2024 den Auftrag zu zwei Abmahnungen mit Unterlassungsforderungen gegen die Betreiber das  Nachrichtenportals Nius. Das Portal hatte wiederholt den Schriftverkehr der Antidiskriminierungsstelle unter Atamans Leitung mit der Inhaberin eines Fitnessstudios für Frauen thematisiert und dabei polemisierende Zuspitzungen und auf den ersten Blick irreführende Überschriften verwendet. In den folgenden Gerichtsverfahren unterlag die ADS und musste die Gerichtskosten tragen, da die besondere Voraussetzung für einen Anspruch des Staates auf Unterlassung einer Meinungsäußerung im konkreten Fall „nicht einmal ansatzweise erfüllt“ gewesen sei, wie das Berliner Kammergericht entschied. Ataman gab an, die ADS sei weiter von ihrer Rechtsposition überzeugt und wolle die Entscheidung prüfen.

## Publikationen
- Ich bin von hier. Hört auf zu fragen! S. Fischer Verlag, Frankfurt am Main 2019, ISBN 978-3-10-397460-7.
- Wie sich Struktureller Rassismus in der Corona-Krise zeigt. In: Franziska Richter (Hrsg.): Echoräume des Schocks. Wie uns die Corona-Zeit verändert. Reflexionen Kulturschaffender und Kreativer, Dietz Verlag, Berlin 2020, S. 142–145, ISBN 978-3-8012-0589-8.[51]
- Wir Gastarbeiterkinder. In Peter Stepan (Hrsg.): Wir sind von hier. Türkisch-deutsches Leben 1990. Edition Braus, Berlin 2021, ISBN 3-86228-224-4.[52]
- Deutschland ist superdivers. Unsere Institutionen sollten es auch sein. In: Michelle Müntefering (Hrsg.): Welt der Frauen. Von Worten und Taten, die für uns alle gut sind, Elisabeth Sandmann Verlag, München 2021, S. 146–151, ISBN 978-3-945543-93-1.[53]

Beiträge (Auswahl)
- Schafft den Migrationshintergrund ab! In Spiegel 2018 online
- „Ich fühle mich ihm verbunden, weil wir eine Heimat teilen“. In: Süddeutsche Zeitung Juni 2018 online auf www.sueddeutsche.de
- Migranten schulden Deutschland nichts: Kommentar von Ferda Ataman In: online auf dgb-bildungswerk.de 2019
- Almanis – oder wie nennen wir Kartoffeln? In: Spiegel 2020 online
- Migranten, die gegen Migranten hetzen. In: Spiegel 2020 online

## Auszeichnungen
- 2018: 3. Platz Politik-Journalistin des Jahres 2018 des Medium Magazins[54]
- 2019: Julie und August Bebel Preis für innovative und emanzipatorische Beiträge zur politischen Bildung des August Bebel Instituts[55]